# Rhymesayers Entertainment

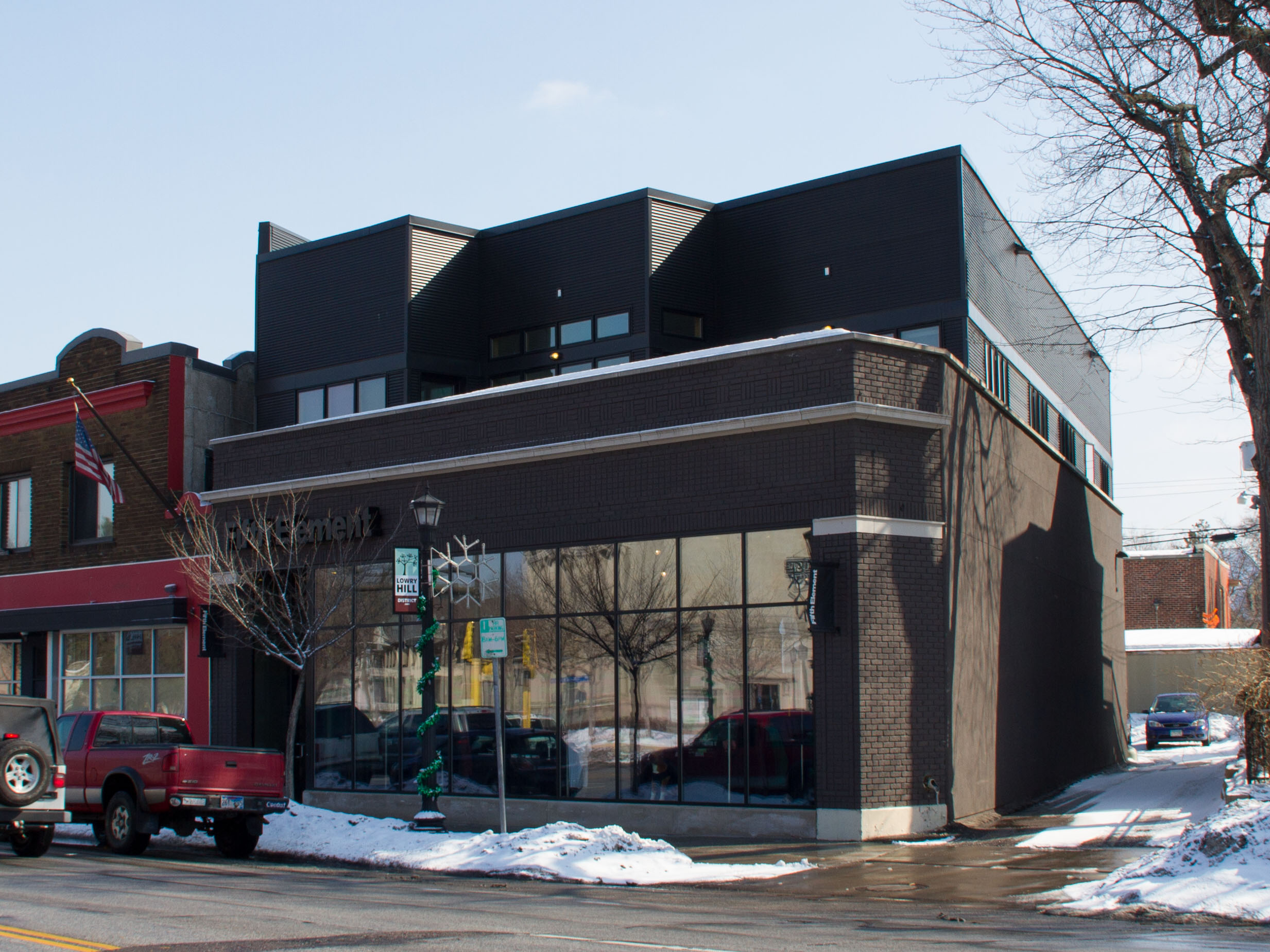
Rhymesayers Entertainment/Fifth Element, Миннеаполис.

Rhymesayers Entertainment (сокращается как RSE)  — американский независимый хип-хоп лейбл звукозаписи, основанный участниками группы Atmosphere Шоном Дэйли (Slug) и Энтони Дэвисом (Ant), вместе с Мусабом Саадом (Sab the Artist) и Брентом Сэйерсом (Siddiq). Начиная с 2008 года, Rhymesayers Entertainment являются спонсорами ежегодного Soundset Music Festival ..

## Текущие исполнители лейбла
Текущий состав исполнителей лейбла:
- Aesop Rock
- Atmosphere
- Brother Ali
- deM atlaS[англ.]
- Dilated Peoples[англ.]
- Evidence
- Eyedea & Abilities[англ.]
- Face Candy[англ.]
- Felt[англ.]
- Grieves
- Hail Mary Mallon[англ.]
- I Self Devine[англ.]
- Micranots[англ.]
- Prof
- Sa Roc[англ.]
- Semi.Official[англ.]
- Soul Position[англ.]
- Step Brothers[англ.]
- The Uncluded[англ.]

Неактивные исполнители лейбла
- Abstract Rude[англ.]
- Blueprint
- Budo[англ.]
- DJ Abilities[англ.]
- Freeway
- Grayskul[англ.]
- Jake One[англ.]
- Mr. Dibbs[англ.]
- P.O.S[англ.]
- Psalm One[англ.]
- Sab the Artist[англ.]
- Toki Wright[англ.]

Бывшие исполнители лейбла
- Boom Bap Project[англ.]
- The Dynospectrum[англ.]
- Mac Lethal[англ.]
- MF Doom